# On demande un mari
Pour plus de détails, voir Fiche technique et Distribution.

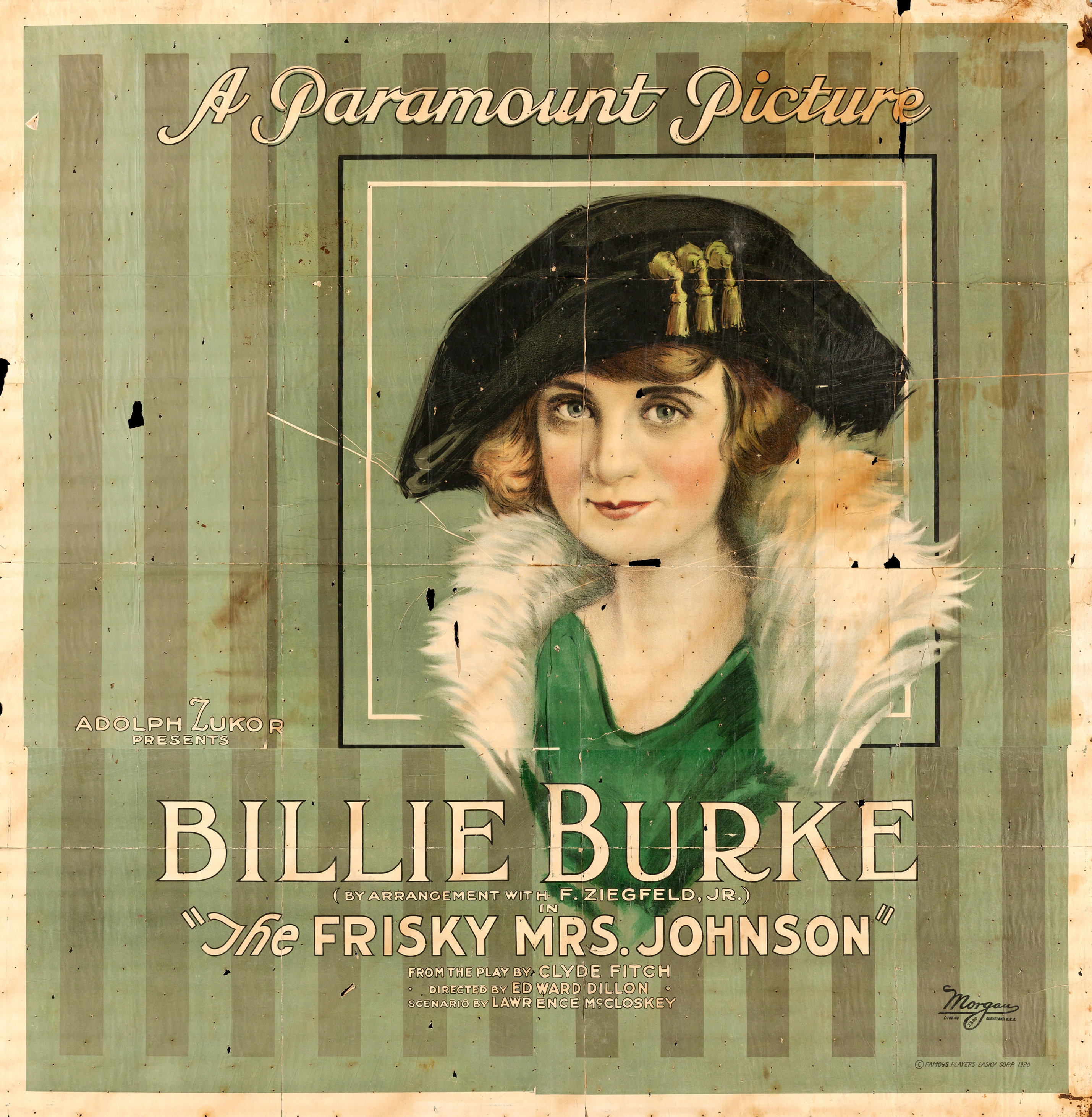
Affiche du film

 On demande un mari (titre original : The Frisky Mrs. Johnson) est un film américain réalisé par Edward Dillon et sorti en 1920.
Le scénario est inspiré d'une pièce de Clyde Fitch jouée à Broadway en 1903.

## Fiche technique
- Titre origina: The Frisky Mrs. Johnson
- Réalisation : Edward Dillon
- Scénario :  Lawrence McClosky d'après une pièce de Clyde Fitch
- Producteurs : Adolph Zukor, Jesse Lasky
- Photographie : George Folsey
- Distribution : Paramount Pictures
- Durée : 5 bobines[2]
- Date de sortie : 
  - États-Unis : 21 novembre 1920

## Distribution
- Billie Burke : Belle Johnson
- Ward Crane : Jim Morley
- Jane Warrington : Grace Morley
- Lumsden Hare : Frank Morley
- Huntley Gordon : Sir Lionel Heathcote
- Jean De Briac : Max Dendeau
- Robert Agnew : Lal Birkenread
- Leonora von Ottinger : Mrs. Birkenread
- Emily Fitzroy : Mrs. Chardley